# Boulevard Garibaldi
Pour les articles homonymes, voir Garibaldi (homonymie).
Le boulevard Garibaldi est un boulevard du 15e arrondissement de Paris.

## Situation et accès
Le boulevard Garibaldi se situe dans le 15e arrondissement de Paris entre les boulevards de Grenelle et Pasteur. Au milieu du boulevard, sur un terre-plein, passe en viaduc la ligne 6 du métro de Paris qui partage ainsi ce boulevard en deux voies séparées.

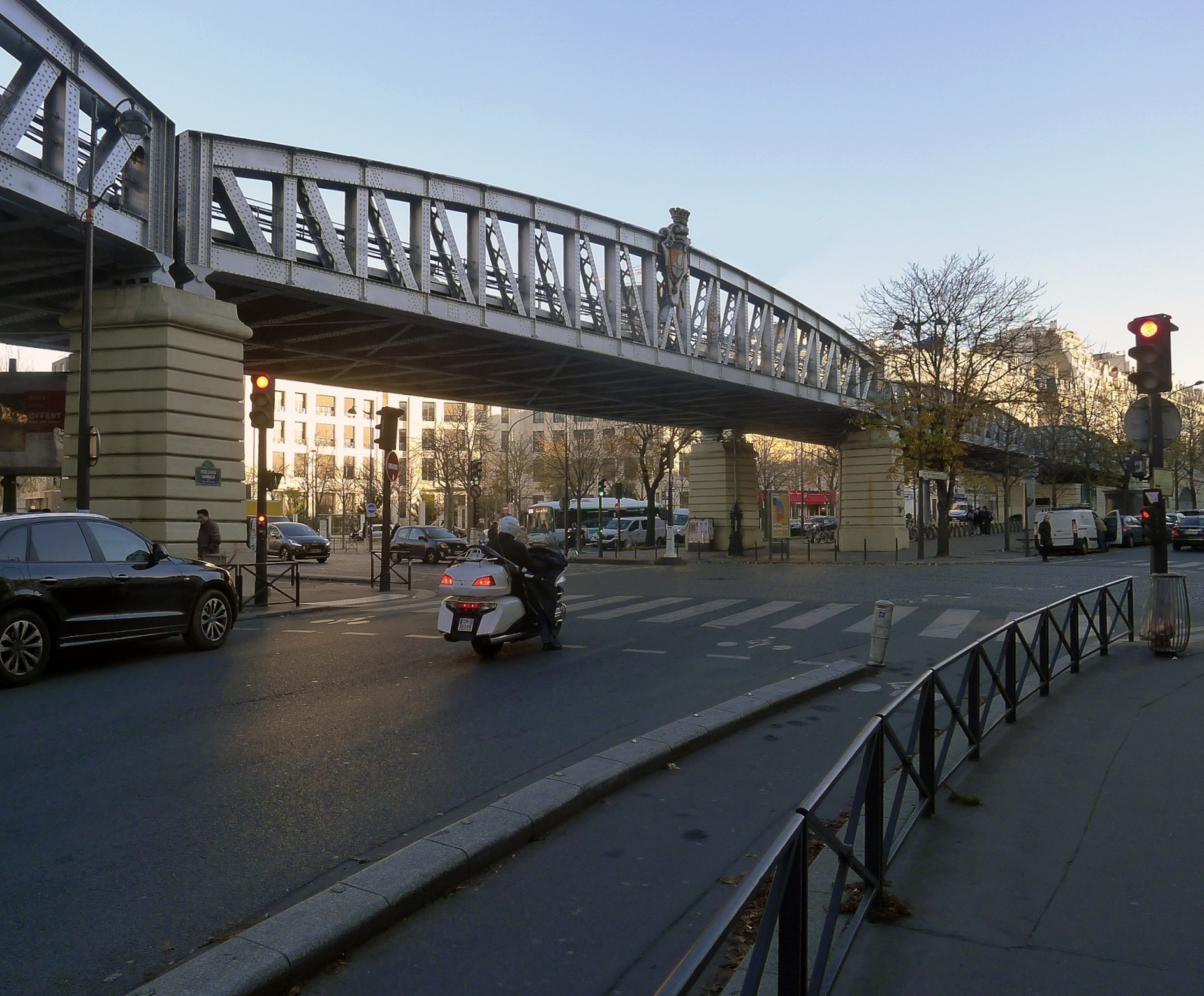
Le boulevard au niveau du carrefour avec la rue Lecourbe.
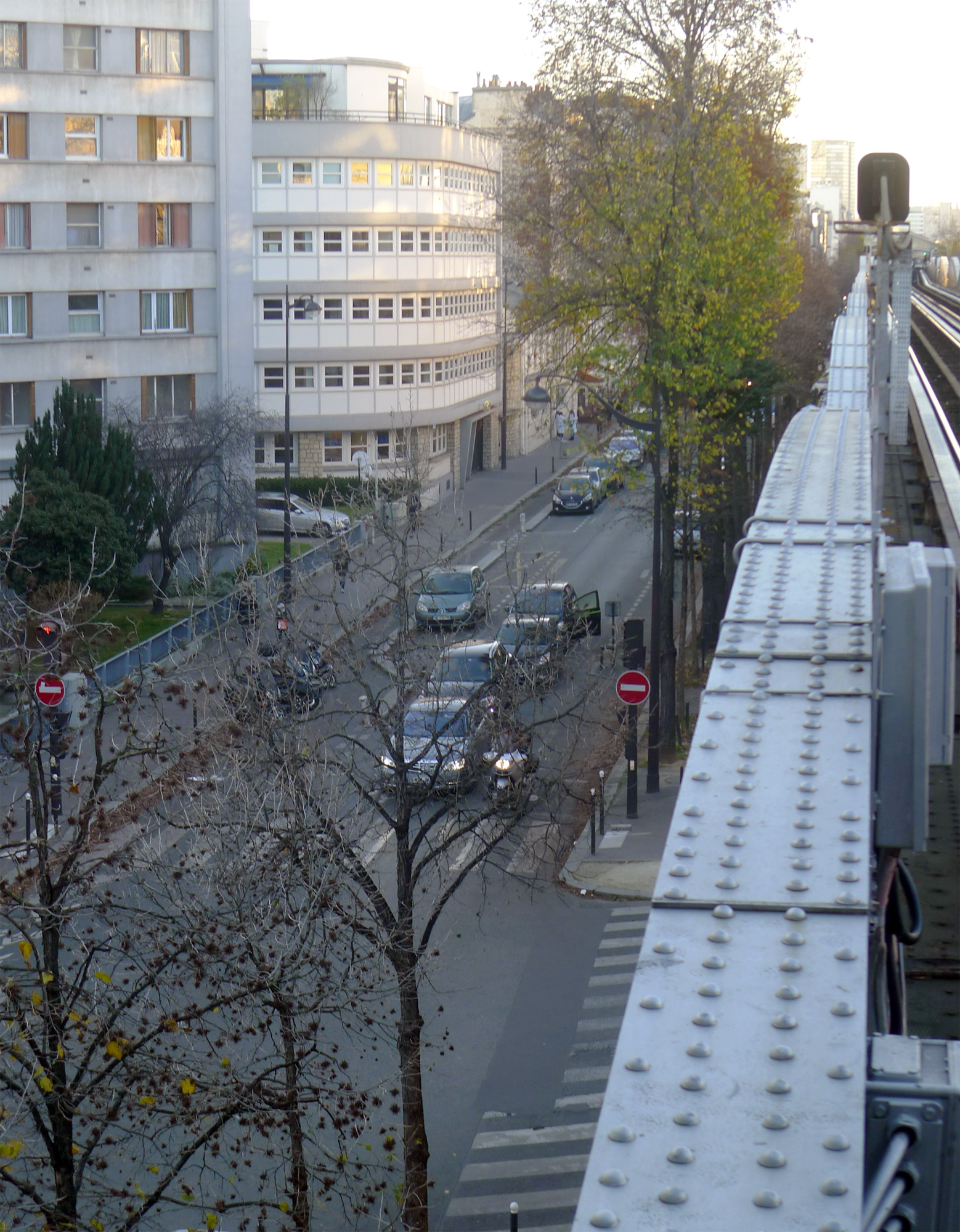
Le boulevard en contrebas de la ligne 6.

## Origine du nom

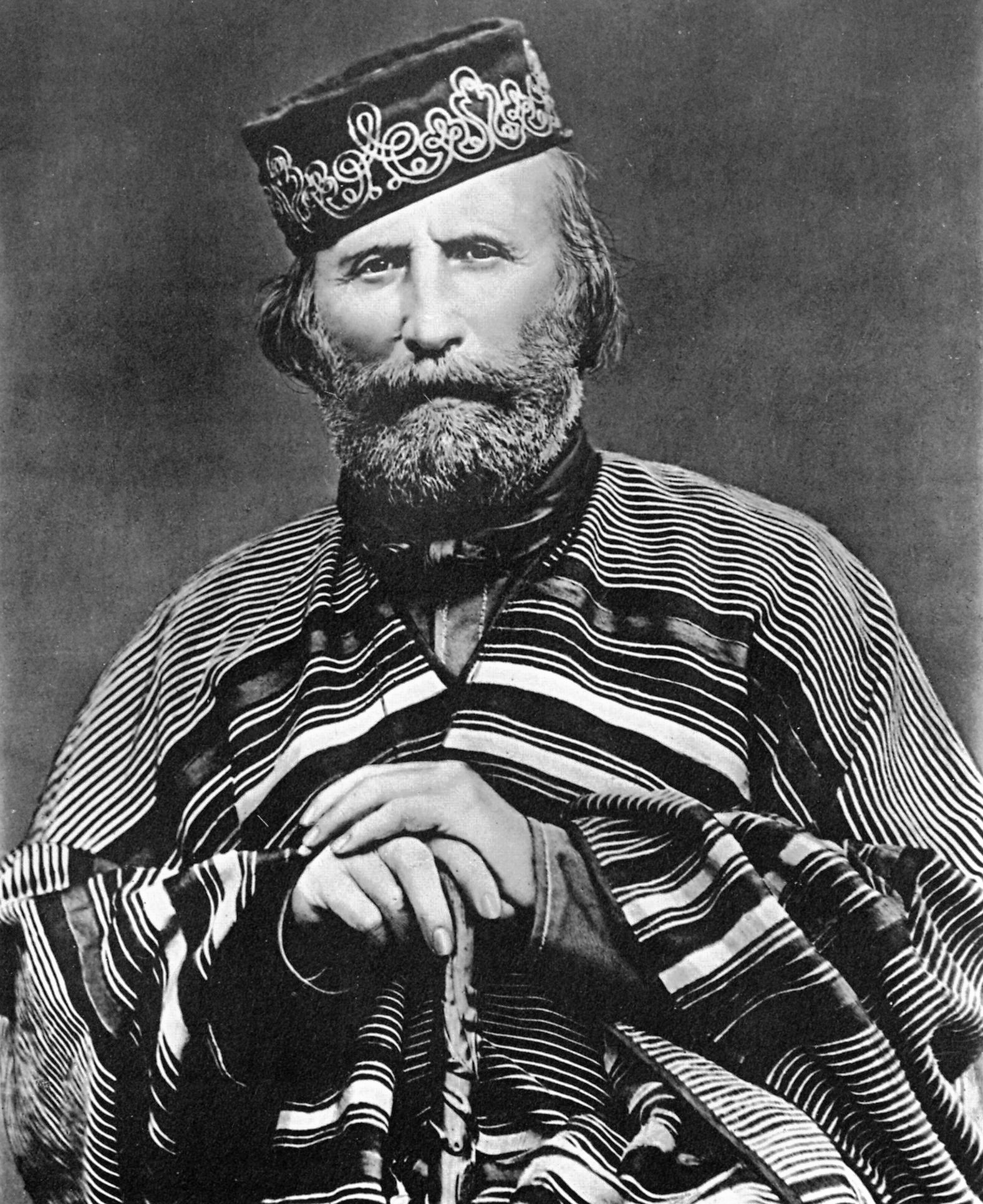
Garibaldi en 1866.

Cette voie rend honneur à Joseph Garibaldi (1807-1882), général italien ayant pris part à la défense de la France lors de la guerre franco-allemande de 1870.

## Historique
Anciennement, c'était :
- à l'extérieur de l'ancien mur d'octroi :
  - le boulevard de Sèvres, pour la partie située entre les actuelles place Cambronne et avenue de Ségur ;
  - le boulevard des Paillassons, pour la partie située entre les actuelles avenue de Ségur et rue Lecourbe.
- à l'intérieur de l'ancien mur d'octroi :
  - une partie du chemin de ronde des Paillassons pour la partie située entre les actuelles rue Alexandre-Cabanel et avenue de Ségur ;
  - le chemin de ronde de Sèvres, pour la partie située entre les actuelles avenues de Ségur et de Breteuil.

Le boulevard est créé en 1864 sur l'ancien mur des Fermiers généraux sous le nom de « boulevard de Grenelle ». Par arrêté en date du 10 novembre 1885, une partie du boulevard de Grenelle prend le nom de « boulevard Garibaldi ».

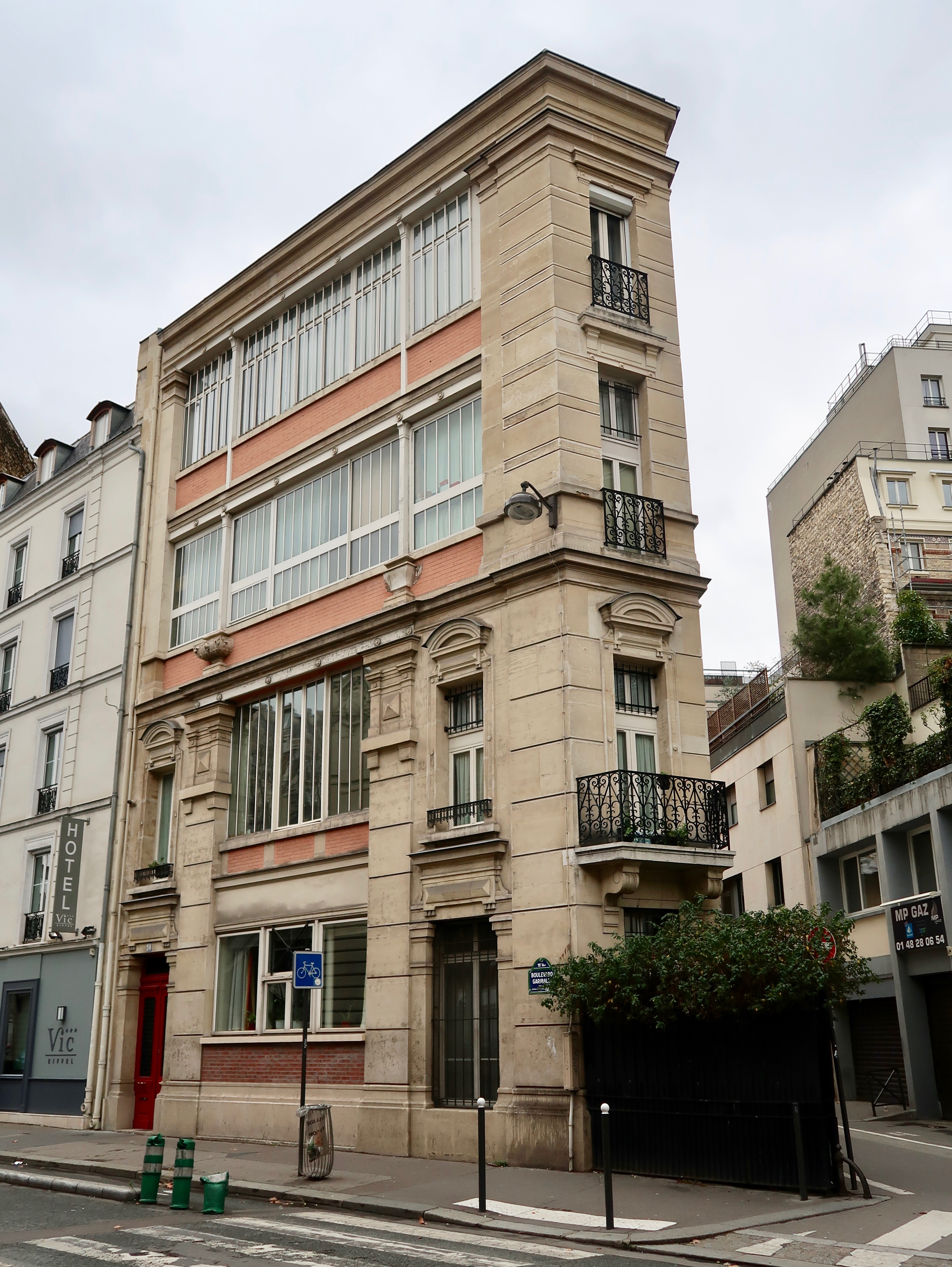
No 90.

### Cinématographie
Le film Mission impossible 6 de Christopher McQuarrie a été partiellement tourné boulevard Garibaldi.

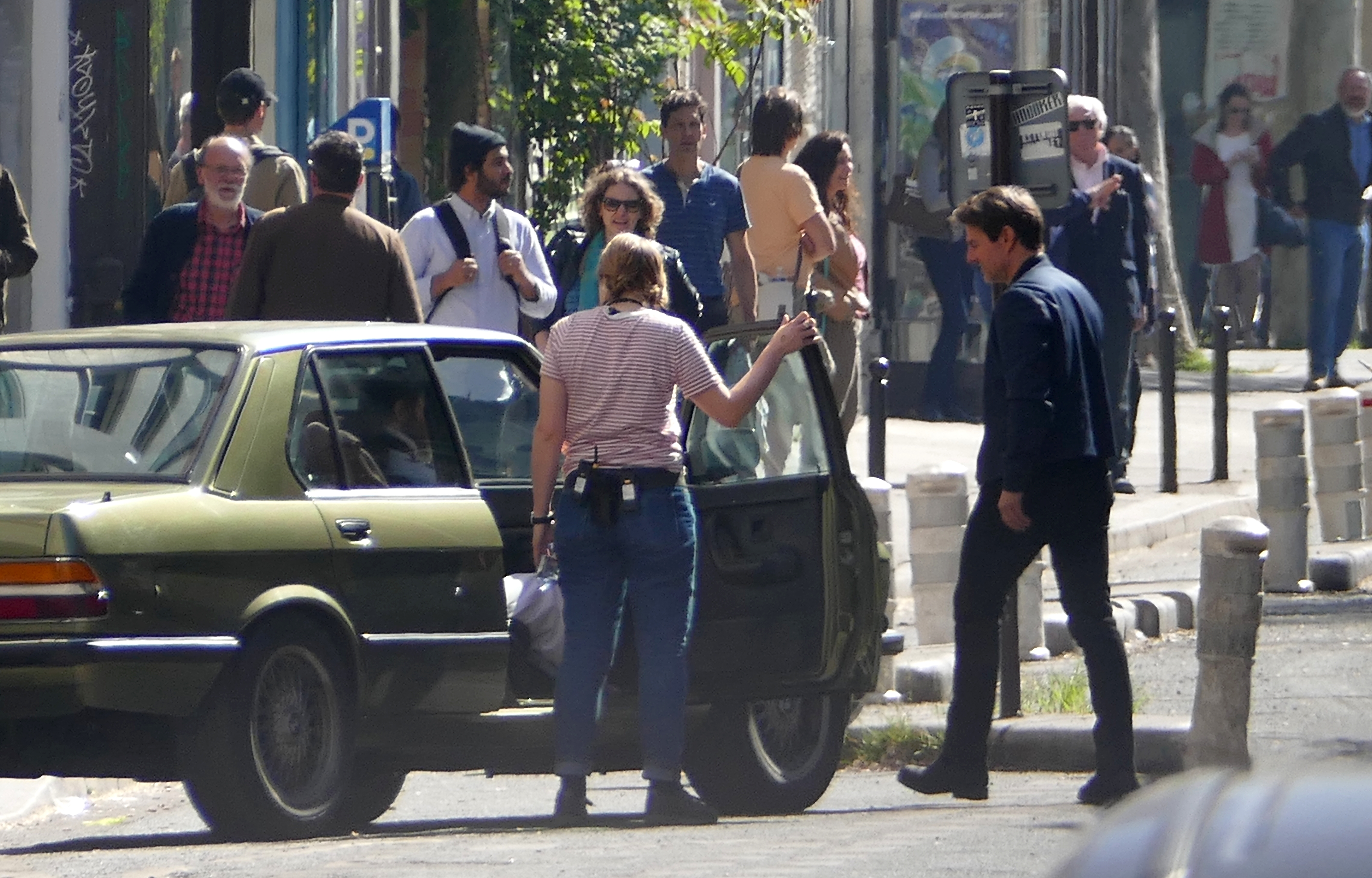
Tom Cruise.
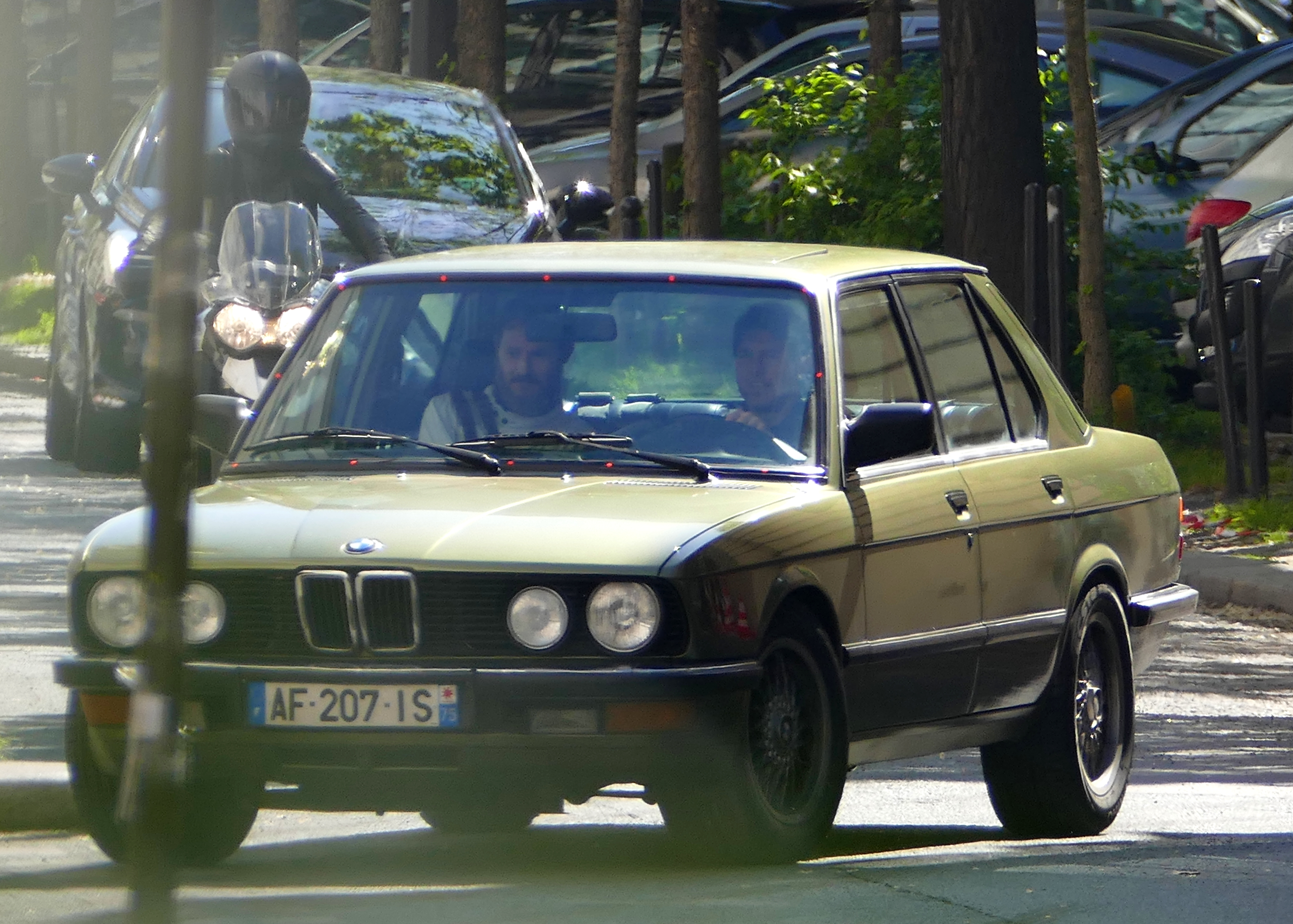
Tournage le 9 avril 2017 sur le boulevard.

## Bâtiments historiques et lieux de mémoire
- No 41 : domicile de César et Georgette Vallejo après leur mariage en 1934.